# The New Addams Family
The New Addams Family is een Amerikaanse sitcom van eind jaren negentig gebaseerd op The Addams Family van striptekenaar Charles Addams. Het was de tweede live-actionserie gebaseerd op Addams' strips en de vierde Addams Family-serie. De serie liep van 1998 t/m 1999 met een totaal van vijfenzestig afleveringen. De serie werd uitgezonden door ABC Family. De serie is ook in Nederland uitgezonden.
De serie werd geopend met de direct-naar-video-film Addams Family Reunion. De totale productie van de vijfenzestig afleveringen, die allemaal in één seizoen werden uitgezonden, kostte 35 miljoen dollar. De serie was korte tijd de best bekeken serie van ABC Family, destijds nog Fox Family. Dat de serie na het eerste seizoen werd stopgezet, was volgens ingewijden vanwege financiële problemen. In Nederland werd de serie in 2001 uitgezonden door Fox.

## Inhoud
De serie draait net als de voorgaande series om het ietwat vreemde gezin Addams. De familie woont in een somber landhuis naast een kerkhof, en houdt er macabere gewoontes op na. Huisvader Gomez smijt graag met zijn geërfde fortuin, houdt van gevaarlijke spelletjes en speelt altijd explosief met treinen. Zijn broer Fester is altijd met explosieven in de weer en houdt ervan om te worden gemarteld op een elektrische stoel. Dochter Wednesday bedenkt voortdurend martelpraktijken voor haar broer Pugsley, en Oma is een heks die voortdurend bezig is met drankjes en spreuken. Andere familieleden zijn Morticia, de vrouw des huizes, de butler Lurch en de wandelende hand Thing.

## Rolverdeling
- Glenn Tranto – Gomez Addams
- Ellie Harvie – Morticia Addams
- Brody Smith – Pugsley Addams
- Nicole Fugere – Wednesday Addams
- Michael Roberds – Fester Addams
- Betty Phillips – Oma Addams
- John DeSantis – Lurch
- Steven Fox – Thing
- David Mylrea – Neef Itt
- Paul Dobson – Neef Itt (stem)

## Prijzen
De serie won in 2000 de Leo Awards voor Beste geluid, “Best Screenwriter of a Music, Comedy or Variety Program or Series” en “Best Editing - Picture of a Music, Comedy or Variety Program or Series”. Tevens werd de serie in 2000 genomineerd voor een Canadian Comedy Award voor “Television - Performance – Female” (Ellie Harvie).

## Trivia
- John Astin, die in de originele serie de rol van Gomez Addams vertolkte, deed in deze serie mee als de grootvader van Gomez.
- Enkele afleveringen in de serie zijn remakes van afleveringen uit de originele serie.
- De serie werd opgenomen in Vancouver, Canada.
- Al in een van de eerste afleveringen laat Wednesday blijken dat er ooit een derde kind was in het gezin, maar dat ze die hebben opgegeten. Dit is een referentie naar Pubert, de baby die werd geboren in de film Addams Family Values.